# Batalla de Montmirail
La Batalla de Montmirail (11 de febrero de 1814) se libró entre una fuerza francesa dirigida por el emperador Napoleón y dos cuerpos aliados comandados por Fabian Gottlieb von Osten-Sacken y Ludwig Yorck von Wartenburg. En una dura lucha que duró hasta la noche, las tropas francesas, incluida la Guardia Imperial, derrotaron a los soldados Imperio Ruso de Sacken y los obligaron a retirarse hacia el norte. Parte del I Cuerpo de Yorck trató de intervenir en la lucha, pero también fue expulsado. La batalla ocurrió cerca de Montmirail, Francia, durante la Campaña de los Seis Días de las Guerras Napoleónicas. Montmirail se encuentra 51 kilómetros (32 mi) al este de Meaux.
Después de que Napoleón aplastara al pequeño cuerpo aislado de Zakhar Olsufiev en la Batalla de Champaubert el 10 de febrero, se encontró en medio del ejército de Gebhard Leberecht von Blücher Silesia. Dejando una pequeña fuerza en el este para vigilar a Blücher, Napoleón dirigió la mayor parte de su ejército hacia el oeste en un intento de destruir a Sacken. Sin darse cuenta del tamaño del ejército de Napoleón, Sacken intentó abrirse camino hacia el este para unirse a Blücher. Los rusos lograron mantenerse firmes durante varias horas, pero se vieron obligados a retroceder a medida que aparecían más y más soldados franceses en el campo de batalla. Las tropas de Yorck llegaron con retraso solo para ser rechazadas, pero los prusianos distrajeron a los franceses el tiempo suficiente para permitir que los rusos de Sacken se unieran a ellos en una retirada hacia el norte. Al día siguiente vería la Batalla de Château-Thierry Batalla de Château-Thierry (1814) cuando Napoleón lanzó una persecución total.

## Antecedentes
El 1 de febrero de 1814, el mariscal de campo prusiano Gebhard Leberecht von Blücher al mando de 80.000 soldados aliados de su propio ejército de Silesia y el ejército de Bohemia del mariscal de campo austriaco Carlos Felipe de Schwarzenberg derrotó al ejército de Napoleón con 45.000 tropas francesas en la Batalla de La Rothière. Eufóricos por su triunfo, los comandantes aliados idearon un nuevo plan mediante el cual Schwarzenberg avanzaba desde Troyes hacia París mientras que Blücher operaba en un eje más al norte desde Châlons-sur-Marne hacia Meaux. Los dos ejércitos estarían unidos por el cuerpo de Peter Wittgenstein y una fuerza de exploración dirigida por Alexander Nikitich Seslavin. A los pocos días, el cauteloso Schwarzenberg comenzó a arrastrar las tropas de Wittgenstein hacia el sur. Creyendo que la guerra casi había terminado, Blücher avanzó rápidamente hacia el oeste tras una fuerza francesa más pequeña al mando del Mariscal Etienne Jacques Joseph MacDonald. Desconocido para el mariscal de campo prusiano, el 5 de febrero Schwarzenberg cambió la fuerza de Seslavin del flanco derecho al flanco extremo izquierdo sin informar a Blücher. Como carecía de un oficial de enlace con Seslavin, el prusiano no sabía que se abría un peligroso hueco en su flanco izquierdo.
Hasta el 6 de febrero, Napoleón planeó dar un golpe contra el Ejército de Bohemia. Pero ese día el emperador francés recibió información de que Blücher se trasladaba a París, a través de Meaux. Dado que MacDonald era demasiado débil para detener al Ejército de Silesia, Napoleón se vio obligado a tratar primero con Blücher. Mientras enviaba patrullas para determinar el paradero preciso del ejército del mariscal de campo prusiano, Napoleón envió al mariscal Auguste de Marmont con 8.000 soldados a Sézanne. El 8 de febrero se les unió parte de la Guardia Imperial y una gran fuerza de caballería. El mismo día, las patrullas de MacDonald informaron que Ludwig Yorck von Wartenburg estaba cerca de Épernay con 18.000 hombres. Cuando, en la mañana del 9 de febrero, Napoleón recibió noticias de Marmont de que Fabian Wilhelm von Osten-Sacken estaba cerca de Montmirail con unos 15000 soldados, el ejército francés entró en acción.
El mariscal Claude Perrin Victor con 14.000 hombres, formado por su propio cuerpo, una fuerza al mando de Etienne Maurice Gérard y caballería, mantendría Nogent-sur-Seine. Mariscal Nicolas Oudinot con 20.000 hombres, incluido el recién formado VII Cuerpo, una división de la Guardia Joven de 5.000 hombres, la Guardia Nacional (Francia) y una fuerza de caballería al mando de Pierre Claude Pajol recibió instrucciones de proteger los puentes en Bray-sur-Seine, Montereau, Pont-sur-Yonne y Sens. En ese momento, Napoleón tenía solo 70.000 soldados para enfrentarse a unos 200.000 aliados. Con Victor y Oudinot observando a Schwarzenberg, Napoleón decidió actuar contra Blücher, quien supuso que tenía 45000 soldados.
De hecho, el ejército de Silesia tenía 57.000 soldados, incluyendo 18.000 bajo Yorck en Château-Thierry, 20.000 bajo Sacken cerca La Ferté-sous-Jouarre y 19.000 bajo Zakhar Olsufiev, Peter Mikhailovich Kaptzevich y Friedrich von Kleist en Champaubert, Vertus y Bergères-lès-Vertus. Sin embargo, el ejército de Blücher estaba repartido en un frente de 44 millas (71 km) y Napoleón podía contar con la ayuda de los 10.000 hombres al mando de MacDonald. La fuerza de ataque de Napoleón contaba con 30.000 hombres y 120 cañones. Consistía en el cuerpo de Marmont, dos divisiones de la Guardia Joven dirigidas por el mariscal Michel Ney , el I Cuerpo de Caballería, dos divisiones de la Vieja Guardia al mando del Mariscal Édouard Mortier, duque de Trévise, parte de la Caballería de la Guardia y Jean-Marie Defrance' s división de caballería independiente. Se ordenó a Mortier que cubriera la retaguardia.
Temiendo que Napoleón ofreciera batalla cerca de Nogent, Schwarzenberg le pidió a su colega Blücher que enviara el cuerpo de Kleist al sur para ayudar. Amablemente, el mariscal de campo prusiano ordenó a Kleist, Kaptzevich y Olsufiev que convergieran en Sézanne el 10 de febrero. Cabalgando con Kleist y Kaptzevich, Blücher los condujo al sur de Vertus hacia Fère-Champenoise, planeando girar al oeste desde allí hasta Sézanne. Después de días de lluvia, los caminos se inundaron, pero los campesinos franceses ayudaron al ejército a arrastrar los cañones de Napoleón por el barro. El ejército francés cayó sobre el pequeño cuerpo de Olsufiev con una fuerza aplastante en la Batalla de Champaubert el 10 de febrero. Con sólo 5.000 hombres y 24 cañones, el general ruso imprudentemente se mantuvo firme; Olsufiev terminó el día como un prisionero francés y su cuerpo fue casi destruido. Los 1500 supervivientes se formaron en tres o cuatro batallones "ad hoc".

### Avance hacia la batalla

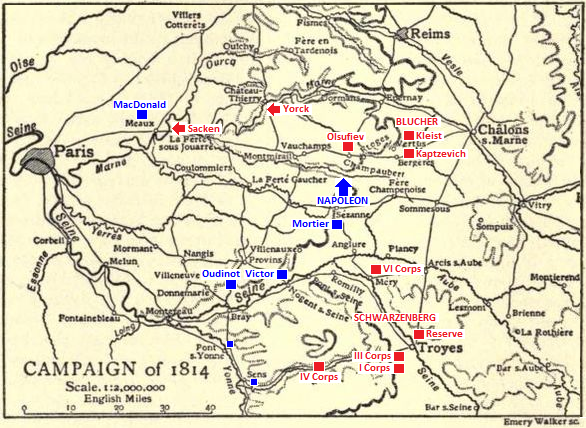
Mapa negro y amarillo de la Campaña de 1814 en 1:2,00Escala 0,000 con posiciones de tropas agregadas

Blücher estaba cerca de Fère-Champenoise cuando se enteró de que el cuerpo de Olsufiev había naufragado; inmediatamente ordenó a Kleist y Kaptzevich que emprenderan una marcha nocturna de regreso a Vertus. El mariscal de campo prusiano ordenó a Yorck que marchara hacia Montmirail mientras sostenía el importante puente sobre el río Marne (Marne (río)) en Château-Thierry en caso de que fuera necesaria una retirada. Durante el 10 de febrero, Sacken avanzó hacia el oeste hasta Trilport donde había un puente sobre el Marne. Blücher recordó a Sacken y le indicó que marchara hacia el este hasta Montmirail para encontrarse con Yorck y luego despejar la carretera entre allí y Vertus. Blücher se olvidó de mencionarle algo a Sacken acerca de escapar por el Marne.

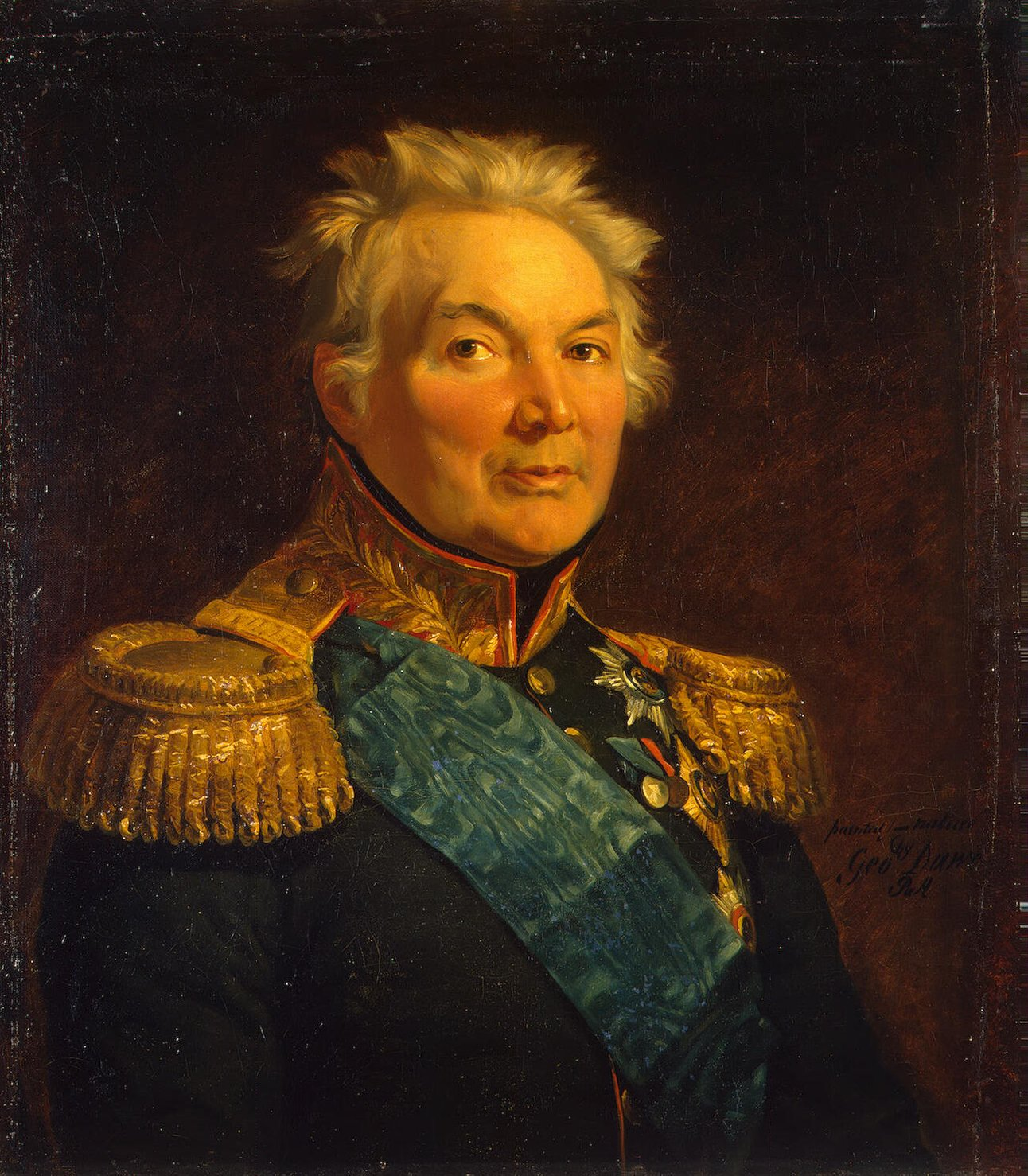
La pintura muestra a un hombre canoso y de cara redonda que viste una casaca militar muy oscura con charreteras doradas, un collar dorado y una camisa azul fajín de terciopelo sobre su hombro.

Napoleón ordenó a MacDonald que se trasladara hacia el este desde Trilport. A las 7:00 p. m., el emperador instruyó a Étienne Marie Antoine Champion de Nansouty con dos divisiones de caballería para marchar hacia el oeste para capturar Montmirail, seguido a las 3:00 a. m. por la división de Étienne Pierre Sylvestre Ricard Cuerpo de Marmont. Las divisiones de la Guardia Joven de Ney seguirían su estela a las 6:00 am, mientras que la Guardia Vieja de Mortier marcharía directamente desde Sézanne a Montmirail. La división de Jean François Leval fue separada de Oudinot y se le ordenó marchar a Montmirail vía La Ferté-Gaucher. Napoleón colocó a Marmont en Étoges con la división de Joseph Lagrange y el I Cuerpo de Caballería. Usando su posición central , Napoleón esperaba aplastar a Sacken y Yorck mientras estaban aislados de Blücher. En consecuencia, ordenó a MacDonald que retomara Château-Thierry y su puente vital mientras Marmont vigilaba a Blücher.
Yorck envió un despacho a Blücher expresando dudas sobre si podría unirse a Sacken en Montmirail porque sus soldados estaban demasiado agotados para marchar la noche del 10 al 11 de febrero. En cambio, Yorkk prometiópara moverse al sur a Viffort en el camino a Montmirail. Cuando recibió sus órdenes, Sacken destruyó el puente en La Ferté-sous-Jouarre y comenzó a marchar hacia el este a las 9:00 pm del día 10. A las 9:00 am del día siguiente, los elementos principales del comandante de cuerpo ruso se enfrentaron con patrullas francesas al este de Viels-Maisons. Los franceses habían expulsado a los cosacos de Sacken al mando de Akim Akimovich Karpov fuera de Montmirail temprano esa mañana. A las 9:00 a. m., Yorck llegó a Viffort y estaba enfrentándose a la caballería francesa. Con el puente La Ferté-sous-Jouarre roto al oeste y fuerzas desconocidas acechando al este, Sacken corría serio peligro de quedar atrapado. Al comprender esto, Yorck envió a un oficial de estado mayor a su colega ruso para advertirle que sus prusianos llegarían tarde al campo de batalla. Debido a los caminos embarrados, hubo que dejar atrás los pesados cañones de campaña prusianos y una brigada. El mensajero de Yorck recomendó que Sacken se retirara al norte, a Château-Thierry.
Saken no aceptaría nada de eso. En contra del consejo de su propio estado mayor que lo instó a acercarse a Yorck, el comandante ruso desplegó su cuerpo de ejército con su peso principal hacia el sur. Siguiendo estrictamente sus órdenes, Sacken decidió abrirse camino hacia el este a través de Montmirail. Al comienzo de la batalla, Napoleón fue superado significativamente en número y solo pudo defenderse con 5.000 soldados de infantería de la Vieja Guardia, 4.500 de caballería, la división de Ricard y 36 cañones. Debido al mal estado de las carreteras y al agotamiento de los soldados, no estaba claro si los refuerzos franceses o los prusianos de Yorck llegarían primero al campo. Napoleón estaba asumiendo un gran riesgo.

### Despliegue

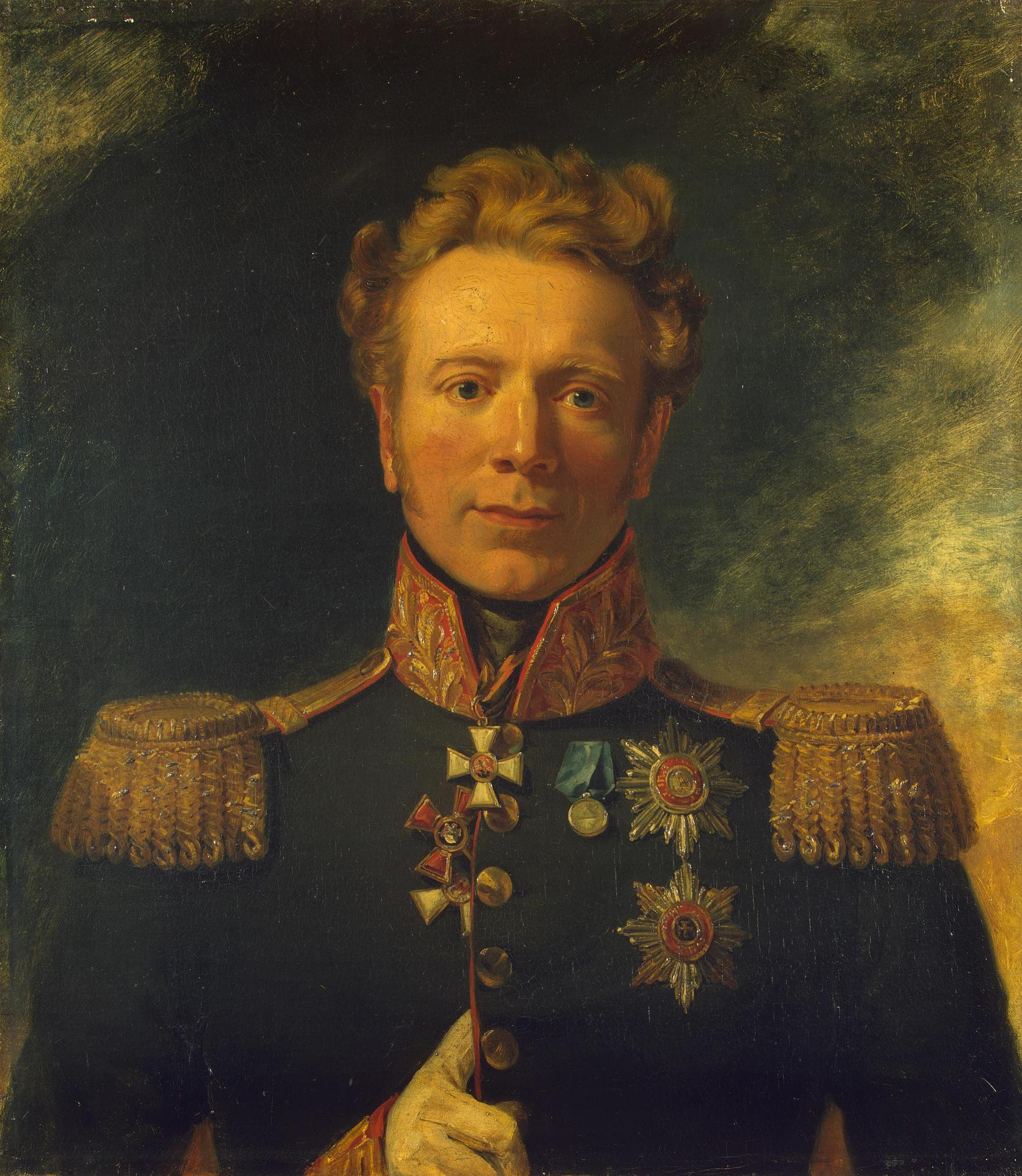
La pintura muestra a un hombre de cabello ondulado con una barbilla hendida con el pulgar metido entre los botones de su abrigo. Viste un uniforme militar verde oscuro con cuello alto, charreteras y varios premios en el pecho.

David G. Chandler, 14.000 soldados y 80 cañones de George Nafziger, y 18.000 soldados de Francis Loraine Petre. El oficial de estado mayor prusiano Karl Freiherr von Müffling atribuyó a los rusos 20000 soldados, mientras que otro oficial alemán contó 16300 hombres y 90 cañones. Sacken lideró dos cuerpos de infantería y uno de caballería. Los soldados de a pie pertenecían al VI Cuerpo de Alexander Ivanovich Tallisin con las Divisiones de Infantería 7 y 18 y al XI Cuerpo de Ivan Andreievich Lieven con las Divisiones de Infantería 10 y 27 y una brigada de la División 16. El cuerpo de caballería incluía la 2.ª División de Húsares de Sergei Nicholaevich Lanskoi y la 3.ª División de Dragones de Semyon Davydovich Pandschulishev. El jefe de artillería Alexey Petrovich Nikitin dirigió tres baterías de cañones de 12 libras y cuatro baterías de cañones de 6 libras. Tallisin fue comandante interino del cuerpo en lugar de Alexei Grigorievich Scherbatov, quien estaba enfermo. El cuerpo de caballería estaba dirigido por Ilarion Vasilievich Vasilshikov.

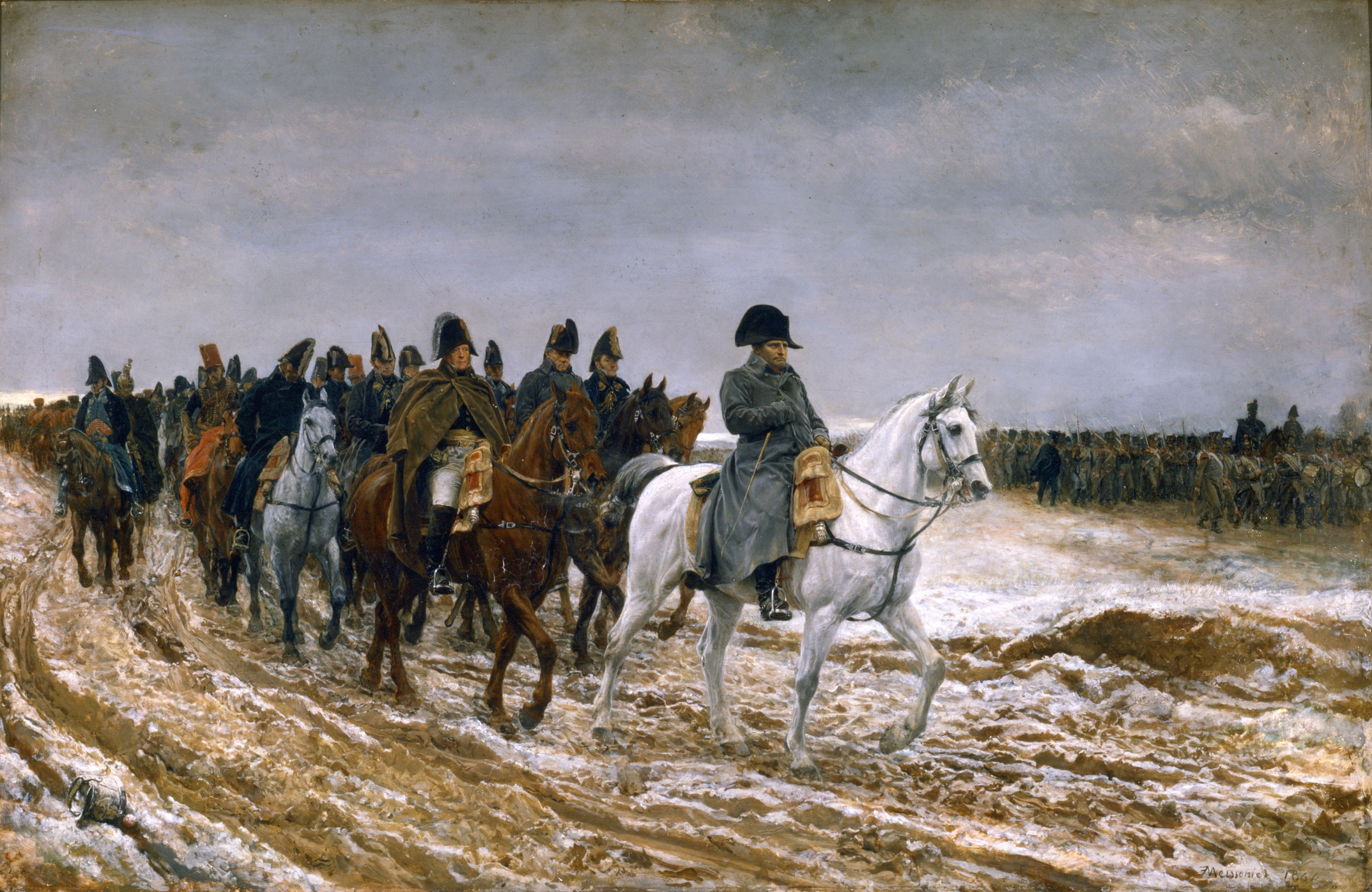
Napoleón, con sus mariscales y su personal, conduce a su ejército por caminos embarrados por días de lluvia. Aunque su imperio se estaba desmoronando, Napoleón demostró ser un oponente peligroso en la Campaña de los Seis Días.

Según Chandler y Petre, la mayor fuerza de Napoleón durante la batalla eran 20000 hombres. Nafziger llegó a un total mayor de 27153 soldados. La caballería estaba formada por los 2.582 soldados de la 1.ª División de Caballería de la Guardia al mando de Pierre David de Colbert-Chabanais, los 2.164 sables de la 3.ª División de Caballería de la Guardia División al mando de Louis Marie Levesque de Laferrière y los 896 jinetes de la división de Defrance. La infantería contaba con 4.133 hombres de la 1.ª División de la Guardia Joven de Claude Marie Meunier, 2.840 soldados de la 2.ª División de la Guardia Joven de Philibert Jean-Baptiste Curial, 4.796 hombres de la 2.ª División de la Guardia Joven de Louis Friant 1.ª División de la Vieja Guardia, 3.878 soldados de la 2.ª División de la Vieja Guardia de Claude-Étienne Michel y 2.917 hombres de la 8.ª División de Infantería de Ricard. Finalmente, Charles Lefebvre-Desnouettes dirigió a 3535 jinetes de la 2.ª División de Caballería de la Guardia o a 4.947 infantes de la 3.ª División de la Guardia Joven.
El río Petit Morin fluye hacia el oeste en el margen sur del campo de batalla, que en su mayoría era un terreno ondulado cubierto por varios bosques. Justo al norte del Petit Morin había un bosque que anclaba el flanco izquierdo francés. En la franja nortedel bosque estaba el pueblo de Marchais-en-Brie con un arroyo de norte a sur un poco al oeste. Más al norte estaba la carretera este-oeste. Napoleón colocó la división de Ricard en columnas al este de Marchais. Dos de los batallones de Ricard fueron destacados y apostados al norte de la carretera en Bailly Wood. Detrás de Ricard estaban las dos divisiones de la Guardia Joven de Ney al mando de Meunier y Curial. En reserva estaba la división de Friant en columnas de batallón a intervalos de 100 pasos. Para evitar que Sacken y Yorck se unieran, el emperador francés desplegó la división de Friant donde la carretera Château-Thierry se encontraba con la carretera principal de este a oeste, con la caballería de Defrance a su derecha. Más al norte, bloqueando la carretera Château-Thierry estaba Nansouty, quien tenía el mando general de las divisiones de caballería de la Guardia.
Sacken colocó el cuerpo de Tallisin al sur con la 7.ª División a la derecha y la 18.ª División en el centro. En el norte, pero aún al sur de la carretera, estaba el cuerpo de Lieven con la 10.ª División en el centro y la 27.ª División a la izquierda. La infantería estaba dispuesta en dos líneas con cada batallón en columna. Tres líneas de tiradores se desplegaron al frente y la artillería ligera se colocó en los flancos de la infantería. Los 12 libras de la batería Nr. 18 se colocaron en el centro entre las Divisiones 10 y 18, mientras que las otras dos baterías pesadas se mantuvieron en reserva. Los rusos concentraron 36 cañones en el lado oeste del barranco. Según un relato, el cuerpo de Lieven estaba en reserva al oeste del pueblo de L'Épine-aux-Bois. La caballería de Vasilshikov estaba dispuesta a la izquierda de la infantería de Lieven cerca de la carretera.

### Combates

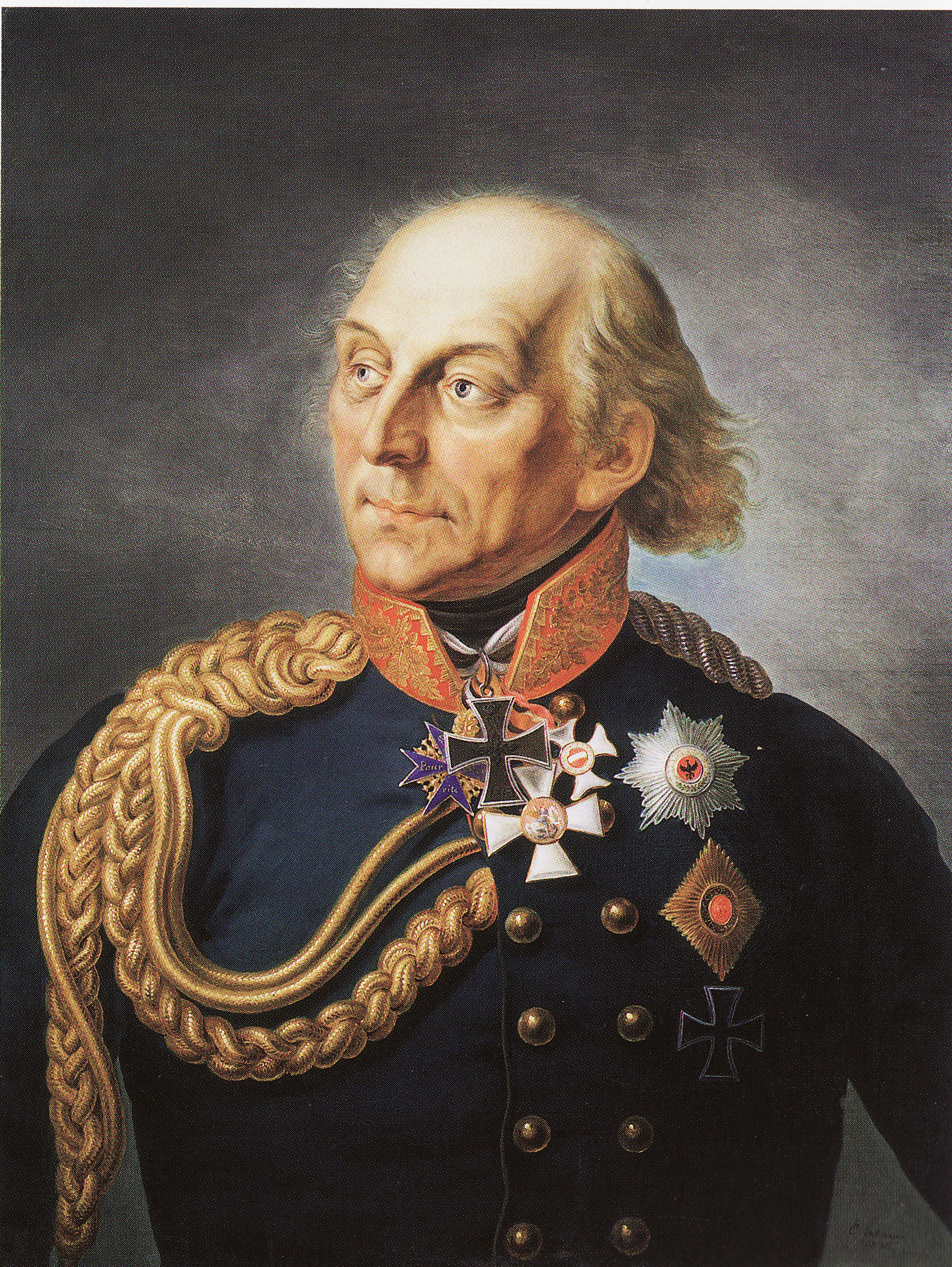
La pintura muestra a un hombre parcialmente calvo con cabello de color claro. Viste un uniforme militar azul oscuro con dos filas de botones, un gran lazo de galón dorado sobre su hombro y una gran Cruz de Hierro justo debajo de su barbilla.

Sacken creó un grupo de trabajo de 2.360 hombres bajo el mando del General-major Heidenreich que incluía los Regimientos de Infantería de Pskov, Vladimir, Kostroma y Tambov, dos compañías del 11.º Jägers, el Regimiento cosaco de Lukovkin y seis pistolas. A excepción de los cañones que no pudieron cruzar el arroyo, las tropas de Heidenreich se movieron hacia el este y tomaron Marchais alrededor de las 11:00 am. Habiendo llegado más artillería francesa en el intervalo, Napoleón ordenó a Ricard que atacara Marchais al mediodía. Una amarga lucha por Marchais duró dos horas, con los rusos reteniendo el control del pueblo. Napoleón ordenó un bombardeo de artillería mientras esperaba que la división de la Vieja Guardia de Michel avanzara desde Montmirail. . A las 2:00 pm el emperador ordenó un ataque al flanco izquierdo de Sacken. Cuatro de los batallones de la Vieja Guardia de Friant marcharon hacia el oeste por la carretera hacia la granja lechera Haute-Épine, apoyados a su derecha por siete escuadrones de Gardes d'Honneur. Al mismo tiempo, Claude-Étienne Guyot dirigió cuatro escuadrones de caballería de la Guardia alrededor del flanco izquierdo ruso. Los ataques combinados rompieron la primera línea de Sacken y lo obligaron a enviar su segunda línea a la acción mientras movía su caballería hacia la izquierda para ponerse en contacto con los prusianos de Yorck.
Para romper la conexión con Yorck, Napoleón ordenó un nuevo ataque directamente por la carretera de Nansouty con sus tres divisiones, Colbert, Desnouettes y Laferrière. Esta carga rompió algunas formaciones rusas, lo que obligó a los soldados a dispersarse por los bosques de Viels-Maisons. La caballería de Vasilshikov contraatacó, obligando a los jinetes de Nansouty a retroceder y restaurando el vínculo con los prusianos. En ese momento, la división de la Guardia Joven de Meunier se unió a la de Ricard en la lucha por Marchais en el flanco izquierdo de Napoleón. Los franceses capturaron Marchais dos veces antes de ser expulsados nuevamente cuando la 18.ª División de Sacken recuperó el pueblo.
A las 3:00 pm o a las 3:30 pm Otto Karl Lorenz von Pirch La 1.ª Brigada de Infantería de y la 7.ª Brigada de Infantería de Heinrich Wilhelm von Horn llegaron a Fontenelle-en-Brie en la carretera Château-Thierry. Debido al mal estado de las carreteras, los prusianos solo tenían baterías de brigada Nrs. 2 y 3 armados con cañones de 6 libras. Los cañones más pesados se quedaron atrás con la 8.ª Brigada en Château-Thierry. Temiendo la aparición de las fuerzas de MacDonald en su retaguardia derecha, Yorck también envió a su brigada de infantería restante a mantener Château-Thierry. La caballería de reserva prusiana se desplegó cerca de Fontenelle aunque carecía de artillería. Pirch desplegó su brigada en dos líneas entre Fontenelle y la aldea de Tourneux, más al este. Después de esperar a que la brigada de Horn se cerrara detrás de él, Pirch comenzó a atacar hacia los bosques de Bailly y Plenois. Sacken ordenó sus dos baterías pesadas de reservapara apoyar el avance prusiano. Al mismo tiempo, la división de la Vieja Guardia de Michel llegó al campo de batalla y se comprometió con la lucha contra Yorck.

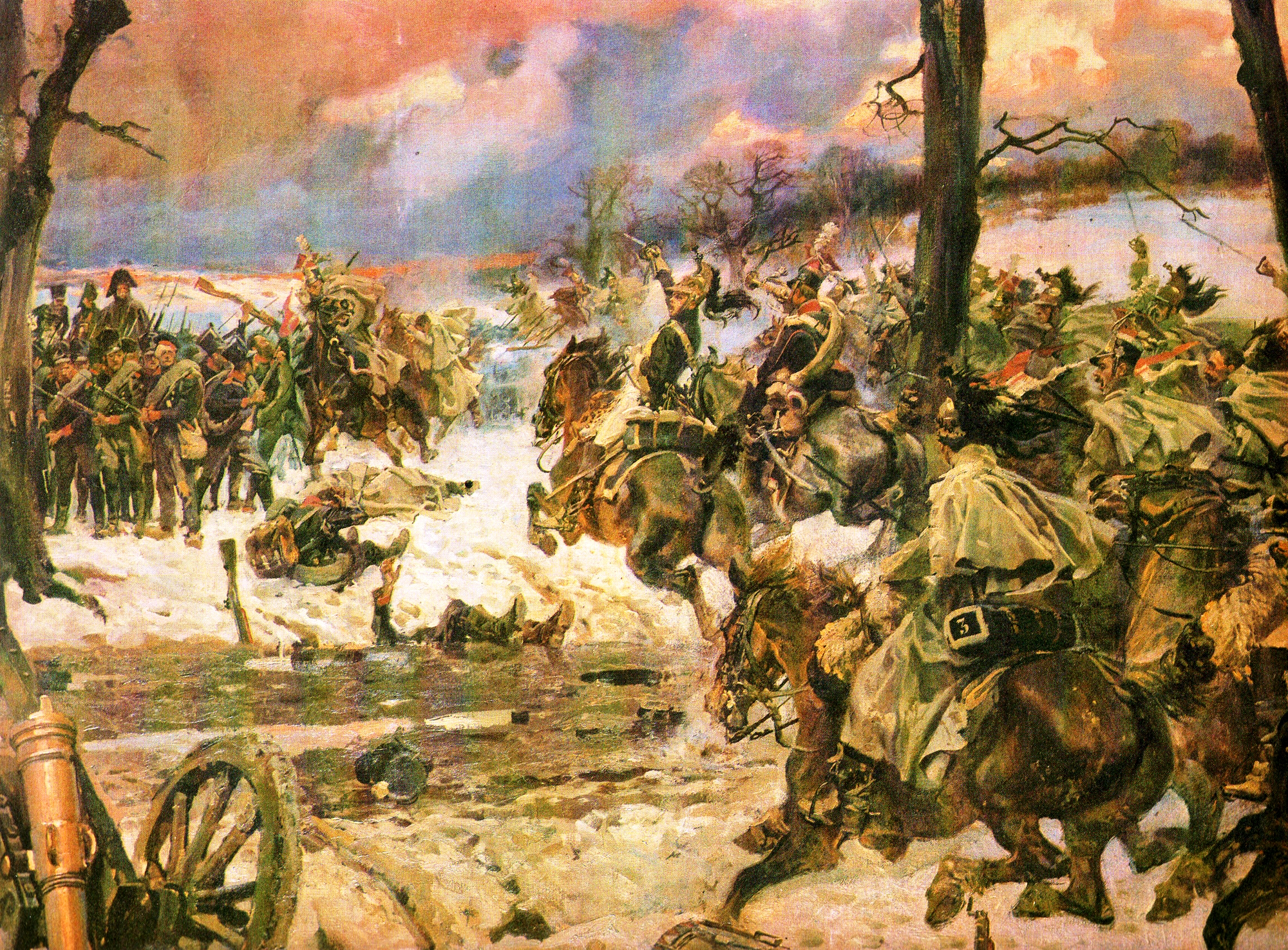
La pintura muestra dragones franceses y lanceros polacos atacando a la infantería rusa.

Napoleón ordenó a los cansados soldados de Ricard y Meunier que regresaran a la batalla de Marchais. El emperador envió al mariscal François Joseph Lefebvre con dos batallones de cazadores a pie de la vieja guardia para aislar Marchais del norte. Ricard organizó un ataque de cuatro batallones desde la aldea de Pomesson en el sur. Los dos batallones de Lefebvre capturaron L'Épine-aux-Bois. Aunque los franceses lograron la superioridad de la artillería local, los rusos en Marchais continuaron resistiendo hasta las 5:00 p. m., cuando se vieron obligados a ceder el control del pueblo y retirarse. Cuando llegaron al lado oeste del barranco, la caballería de Defrance cargó contra ellos, infligiendo grandes pérdidas a las brigadas de Dietrich y Blagovenzenko. Varios cientos de escaramuzadores rusos cerca de Marchais fueron eliminados o capturados. Al darse cuenta de que sin el control de Marchais, la batalla estaba perdida, Sacken comenzó a retirar su artillería desde el ala derecha hacia el centro. Cerca de la carretera, los cuadrados de infantería rusa fueron cargados por la caballería francesa, pero pudieron escapar cuando intervino su propia caballería. El Regimiento Sophia fue completamente engullido por la caballería francesa, pero luchó para abrirse paso.

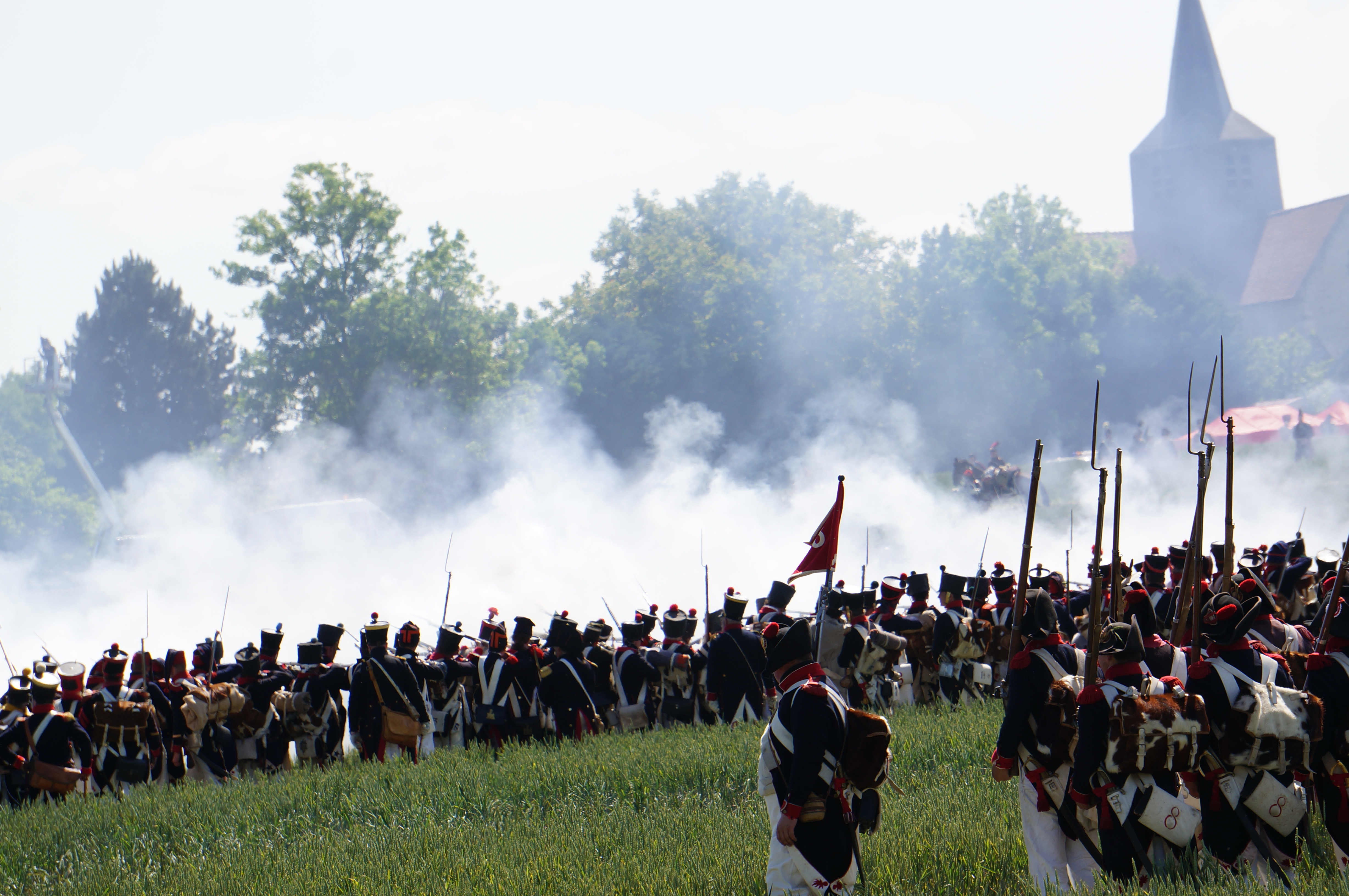
La división de Ricard entra en acción cerca de Marchais durante una recreación de la batalla.

Pirch atacó con el 1.er Batallón de Granaderos de Prusia Oriental y Prusia Occidental y el 5.º Regimiento Landwehr de Silesia en la primera línea protegida por una nube de escaramuzadores. La segunda línea estaba formada por los batallones de granaderos Leib y Silesian y el 13.º regimiento Landwehr. Mortier colocó cuatro batallones de la Vieja Guardia en los bosques de Bailly junto con los batallones de infantería ligera 2/2 y 7/4 de Ricard. A pesar del apoyo de la artillería rusa, el ataque prusiano retrocedió en medio de la fusilería abrasadora y disparos de metralla. Cuando los escaramuzadores franceses amenazaron con envolver un flanco, el 2/5 Landwehr de Silesia cargó con la bayoneta para abrirse paso. Ignorando las protestas de su personal, Yorck subió para alentar la línea de escaramuza y dijo: "Quiero morir si no puedes detener al enemigo".
Después de que Michel contraatacara a los prusianos con diez batallones, el Batallón de Granaderos Leib y el 1/5 de Silesian Landwehr se encontraron con ellos. Dos batallones del Regimiento de Infantería Leib anclaron el flanco derecho prusiano mientras que la 1.ª Brigada se reformó a su izquierda. Pirch dirigió un ataque de bayoneta que detuvo temporalmente a los franceses, pero resultó gravemente herido. Fue reemplazado en el mando por el coronel Losthin. Mientras continuaba la retirada prusiana, el 13.° Landwehr de Silesia y el Batallón de Granaderos de Silesia fueron asaltados en el bosque, pero lograron ahuyentar a sus perseguidores franceses. Los prusianos terminaron el día entre Fontenelle y Viffort.
Al anochecer, el 1er Regimiento de Caballería Ligera Polaca de la Guardia Imperial (Lanceros polacos de la Guardia) se abrió camino hasta Viels-Maisons al oeste. Sacken estuvo a punto de quedar atrapado, pero el esfuerzo de Yorck les dio a los rusos suficiente tiempo y espacio para escapar. Con la caballería de Vasilshikov cubriendo la retirada, los rusos se dirigieron a la carretera Château-Thierry. llovió. La retirada rusa a través de pantanos y bosques fue guiada por una línea de hogueras. La artillería se salvó al enviar 50 soldados de caballería para ayudar a tirar de cada arma con cuerdas, aunque se abandonaron ocho piezas inutilizadas. Después de una marcha de toda la noche, las tropas de Sacken llegaron a Viffort por la carretera principal y continuaron marchando hacia el norte, hacia Château-Thierry.

## Resultados
Según Petre, los franceses sufrieron 2.000 bajas mientras infligían pérdidas de 2.000 muertos y heridos a los rusos mientras capturaban a 800 soldados, seis colores y 13 cañones. Los prusianos sufrieron 900 bajas adicionales. Chandler afirmó que los franceses perdieron 2000 hombres mientras que los aliados perdieron 4000. Nafziger señaló que la 1.ª Brigada prusiana perdió 877 oficiales y hombres, mientras que se desconocen las bajas de la 7.ª Brigada. Citó varias fuentes que dieron pérdidas aliadas que van desde un mínimo de 1.500 rusos, 877 prusianos y nueve cañones hasta un máximo de 3.000 muertos y heridos más 708 prisioneros, 26 cañones y 200 vagones. Las pérdidas francesas se informan constantemente en 2.000 hombres con los generales Nansouty, Michel y Boudin de Roville wredondeado.
MacDonald en Meaux no pudo cumplir sus órdenes de avanzar porque había destruido el puente de Trilport. Su subordinado Horace François Bastien Sébastiani de La Porta no pudo moverse porque Sacken había roto el puente La Ferté-sous-Jouarre. MacDonald envió su caballería al mando de Antoine Louis Decrest de Saint-Germain para unirse a Napoleón a través de Coulommiers. Napoleón volvió a ordenar MacDonald para apoderarse de Château-Thierry, para bloquear la retirada aliada. Estaba apostando. Napoleón tenía la intención de perseguir a Sacken y Yorck con las fuerzas máximas, con la esperanza de atraparlos contra el Marne. También necesitaba considerar que Blücher estaba posicionado al este con 20.000 hombres y 80 cañones. Aunque el emperador comenzó a recibir llamadas de ayuda de Víctor, calculó que el poco agresivo Schwarzenberg se movería lentamente mientras se ocupaba del ejército de Blücher. La Batalla de Château-Thierry se libraría el 12 de febrero.